# Liste des abbés d'Ardenne
La liste des abbés d'Ardenne répertorie l'ensemble des abbés de l'abbaye d'Ardenne près de Caen. Elle a été établie principalement par Servais Néel, documentaliste prémontré, en 1719.

## XIIesiècle
- Garin (~1180)
- Robert

## XIIIesiècle
- Nicolas (1207-1230)
- Ranulphe (1230-1260)
- Guillaume (~1282)
- Thomas (~1297)
- Jean Le Blond (1297-1324)

## XIVesiècle
- Nicolas Aubry (~1360)
- Guillaume Graverand (~1385)
- Gervais (~1395)
- Matthieu Jourdain (~1399)

## XVesiècle
- Henry (~1404)
- Pierre (~1427)
- Robert Chartier (~1464)
- Jean Dupont (~1478)
- Richard I de Laval (~1496), également abbé de La Lucerne
- Richard II de Laval (1496-1506)

## XVIesiècle
- Pierre de Laval
- Pierre du Vivier (~1523)
- Thomas Chauvey (~1540)
- Marguerin de La Bigne (~1558)
- Baptiste de Villemor (1560-1599)

## XVIIesiècle
- Pierre de Villemor (1600-1613)
- Guillaume Galodé (~1637)

Instauration du régime de la commende
- Georges Sallet (1638-1641)
- Antoine de Morenville (1642-1661)
- Henri Laisné (1662-1670)
- Louis-Anne Aubert (1670-1671)
- Louis de Fourbin de La Marthe (1671-1672)
- Joachim Fautrier (1672-1709)

## XVIIIesiècle
- Gaspard Fogasse de la Bastie (1709-1739)
- Jean-Claude de la Croix de Chevrière de Saint-Vallier (1739-1765)
- Edouard Booth (1765-1790)

Dispersion des frères